# Stevie Chalmers
Thomas Stevie Chalmers   (Glasgow, 26 de desembre de 1935 - 29 d'abril de 2019) va ser un futbolista escocès que jugava com a davanter centre i va passar la major part de la seva carrera amb el Celtic. És el cinquè màxim golejador del club amb 236 gols i és considerat un dels seus millors jugadors. És particularment conegut per marcar el gol de la victòria a la final de la Copa d'Europa de 1967 contra l'Inter de Milà. Chalmers va jugar més tard per al Morton i el Partick Thistle. També va representar Escòcia cinc vegades en partits internacionals.

## Primers anys
Chalmers va néixer el 26 de desembre de 1935 al districte de Garngad de Glasgow, on va estudiar a l'escola secundària St Roch's. La família es va traslladar més tard a la propera Balornock. El seu pare, David, jugava al Clydebank.

## Carrera professional
Després de deixar l'escola als 14 anys, va fitxar pel Kirkintilloch Rob Roy el 1953. Posteriorment, es va unir a la RAF i durant el seu servei militar a la RAF Stradishall el 1955 va jugar pel Newmarket Town. Després va tornar a Escòcia, signant amb l'equip Ashfield de la SJFA, i va representar Escòcia en aquest nivell el 1959. Poc després va fitxar pel Celtic, debutant a la lliga el març de 1959 contra l'Airdrie.
Va passar 12 temporades completes amb el Celtic, ajudant el club a guanyar sis títols de lliga, tres Copes d'Escòcia i quatre Copes de la Lliga, a més de formar part de l'equip dels Lisbon Lions que va guanyar la Copa d'Europa de 1967. Va marcar el gol de la victòria al minut 85 de la final, i en fer-ho també va segellar el primer Triplet europeu i l'únic Quàdruple fins ara.
La seva participació es va limitar després de trencar-se una cama a la final de la Copa de la Lliga escocesa de 1969, i es va perdre la resta d'aquella temporada, inclosa la final de la Copa d'Europa de 1970. El seu total de 236 gols és el cinquè més alt de la història del club, i és recordat com un dels millors jugadors de la història del Celtic.
Després de deixar el Celtic Park el setembre de 1971 als 35 anys, Chalmers va continuar jugant a la màxima divisió escocesa, amb èpoques al Morton  i al Partick Thistle abans de retirar-se el 1975. Va tornar molt breument amb el club juvenil St Roch's durant la temporada 1975–76.
Va ser inclòs al Saló de la Fama del Futbol Escocès el 2016.

### Internacional
Chalmers va jugar cinc partits amb la selecció escocesa entre el 1964 i el 1966, marcant tres gols.  També va ser seleccionat quatre vegades per a l'onze inicial de la Scottish Football League.

## Vida personal
El pare de Chalmers, David, va jugar al Clydebank a la dècada del 1920, i el seu fill, Paul, també va jugar professionalment amb diversos clubs després de començar la seva carrera amb el Celtic a la dècada del 1980. Chalmers i la seva dona, Sadie, van tenir sis fills.
El 1955, li van diagnosticar meningitis tuberculosa i li van donar només unes setmanes de vida abans de ser tractat amb èxit.
El maig de 2017 es va informar que Chalmers, de 81 anys, patia demència i no podia assistir als actes del 50è aniversari dels Lisbon Lions. Chalmers va morir el 29 d'abril de 2019, als 83 anys.

## Palmarès
Celtic
- Copa d'Europa: 1966–67
- Subcampió de la Copa Intercontinental: 1967
- Lliga d'Escòcia (4): 1965–66, 1966–67, 1967–68, 1968–69
- Copa d'Escòcia (3): 1964–65, 1966–67, 1968–69
- Copa de la Lliga escocesa (4): 1966–67, 1967–68, 1968–69, 1969–70
- Copa de Glasgow (4): 1961–62, 1963–64, 1964–65, 1966–67

Escòcia
- Campionat Britànic de futbol: 1966–67